# Вішвешвар Прасад Койрала
Вішвешвар Прасад Койрала (неп. विश्वेश्वरप्रसाद कोइराला; 8 вересня 1914 – 21 липня 1982), (непальська: 1971 BS Bhadra 24 - 2039 BS Shrawan 6) більш відомий як B. П. Койрала (неп. बीपी कोइराला), був непальським революціонером, політичним лідером і письменником. Він був Прем'єр-міністром Непалу з 1959 по 1960 рік. Очолював соціал-демократичну політичну партію Непальський конгрес. Він був дідусем боллівудської актриси Маніші Койрали та старшим братом колишнього прем'єр-міністра Гіріджі Прасада Койрали та молодшим братом колишнього прем'єр-міністра Матріки Прасад Койрали.
Койрала був першим демократично обраним і 22-м прем'єр-міністром Непалу. Він обіймав посаду протягом 18 місяців, перш ніж був скинутий і ув'язнений за вказівкою короля Махендри. Решту свого життя провів у в'язниці або на засланні, здоров'я постійно погіршувалося.
Койрала, якого вважали однією з найвидатніших політичних діячів Непалу, був затятим прихильником демократії. Він стверджував, що лише гарантій свободи особистості та громадянських і політичних прав недостатньо в такій бідній країні, як Непал, і що демократичний соціалізм є вирішенням проблеми слабкого розвитку Непалу.

## Раннє життя
Другий син Крішни Прасада Койрали, послідовника Махатми Ганді, Бішвешвар Прасад Койрала виріс у Банарасі. До 14 років він відвідував школу, засновану його батьком. Згодом він вступив до школи Харищандра в місті. Писати почав, коли був у дев’ятому класі.
Британський Радж звинуватив його та його брата Матріку Прасада Койралу в контактах з терористами в 1930 році. Їх заарештували і через три місяці відпустили. Через це Бішвешвар почав навчатися в Шотландському церковному коледжі в Калькутті згідно з бажанням свого батька. Наприкінці 1930 року він залишив коледж і повернувся в Банарас. У 1932 році закінчив середній рівень навчання. Його батько знову наполягав, щоб його син вступив до Шотландського церковного коледжу в Калькутті. Тож він вдруге вступив до коледжу, але незабаром покинув його. У 1934 році він отримав ступінь бакалавра економіки та політики в Індуїстському університеті Банарас. У 1937 році він також отримав ступінь юриспруденції в Калькуттському університеті та кілька років практикував у Дарджилінгу.

## Політична кар'єра

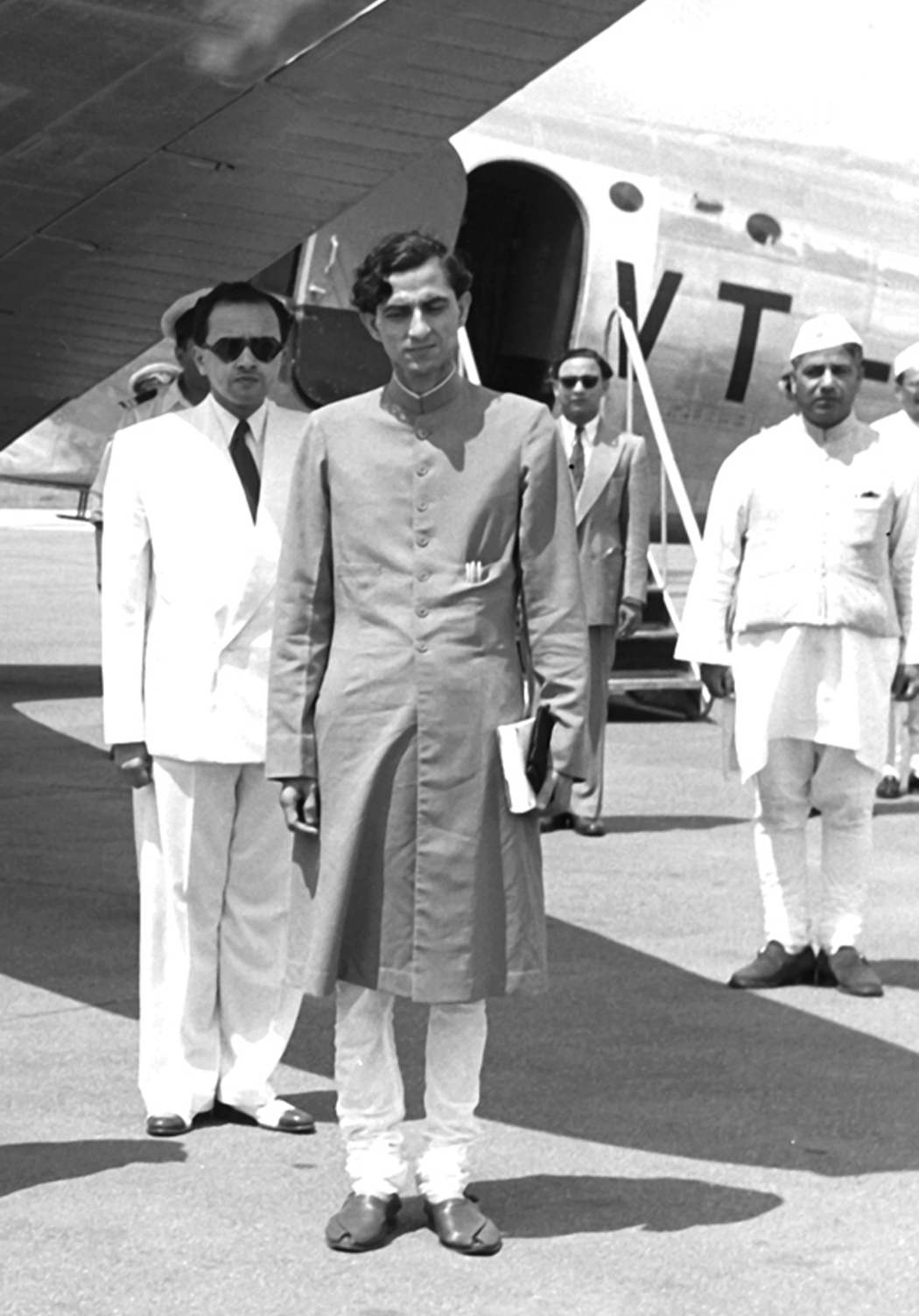
Міністр внутрішніх справ В. П. Койрала в Делі 1951 р

Після свого звільнення, коли Індія набула незалежності, він почав намагатися змінити Непал. У 1947 році він заснував з Індії соціалістичний Непальський національний конгрес, який у 1950 році став Партією Непальського конгресу. 9 березня 1947 року Койрала переїхав до Непалу, щоб допомогти братові Гіріджі Прасаду Койралі спровокувати страйк джутової фабрики в Біратнагарі. Його заарештували разом із Ґіріджою Прасадом Койралою та чотирма іншими лідерами Національного конгресу та доставили разом із його колегами-агітаторами до Катманду через 21-денну повільну прогулянку через пагорби. Марш полонених привернув значну увагу і сприяв радикалізації селян, чиї села лежали на шляху. Койралу разом з іншими затриманими тримали в бунгало Катманду, але незабаром їх звільнили після 27-денного голодування, народних протестів і на прохання Махатми Ганді в серпні 1947 року.
Койрала повернувся до Індії та почав шукати зброю для штурму Катманду. Нарешті, Койрала очолив революцію 1951 року, яка повалила 104-річний режим Рана в Непалі. Останній прем'єр-міністр Рана був відправлений у відставку в жовтні 1951 року, коли коаліційний кабінет Рана-Конгрес (в якому Койрала дев'ять місяців був міністром внутрішніх справ) розпався. Потім Койрала зосередився на розвитку непальської політичної структури. Король Махендра відповів новою конституцією, яка дозволила провести вільні парламентські вибори в 1959 році. Очікувався лише фрагментарний парламент, але непальський Конгрес Койрали здобув переконливу перемогу, отримавши більше двох третин місць у нижній палаті. Після кількох тижнів значних коливань Махендра попросив Койралу сформувати уряд, який вступив на посаду в травні 1959 року.
Койрала очолював делегацію своєї країни в Організації Об’єднаних Націй і здійснив ретельно зважені візити до Китаю та Індії, які тоді дедалі більше суперечили через територіальні суперечки. Проте майже з самого початку він мав проблеми вдома. Його заходи щодо земельної реформи, особливо перегляд законів про оренду, так легко прийнятих парламентом, глибоко образили земельну аристократію, яка довгий час домінувала в армії. 15 грудня 1960 року король Махендра призупинив дію конституції, розпустив парламент, відправив у відставку кабінет міністрів, запровадив пряме правління, а також ув’язнив Койралу та його найближчих урядовців. Багато з них були звільнені через кілька місяців, але Койрала, хоча він і страждав від раку горла, залишався ув'язненим без суду до 1968 року.